# 万里小路貞子
万里小路 貞子（までのこうじ さだこ、永正7年（1510年）? - 没年不詳）は、室町時代後期から戦国時代にかけての女性。周防の戦国大名・大内義隆の正室。本女中様と称された。

## 生涯
京都の公卿である万里小路秀房の娘。大永4年（1524年）頃に15歳で義隆の正室となった。性格は理知的で気性が強く、賢婦人のようであったという。しかし気性の強さのためか、義隆との夫婦生活は円満ではなかった。それを示す逸話として義隆が密通した女性に恋文を送った際、侍女が間違えて貞子にその恋文を渡してしまい、貞子は密通した女性と義隆にそれぞれ自らの歌を送ってその行為を批判している（『毛利元就山口下向饗応記』）。
子ができなかったために義隆の寵愛を失い、義隆は貞子に仕えていた侍女のおさいを寵愛した。やがておさいと義隆の間に嫡子の義尊が生まれると、義隆との夫婦関係は完全に破綻し、貞子は離婚して京都に戻り、その後の詳細は不明。この離婚が義隆の意志によるものか、貞子の意志によるものかは不明であるが、当時は大名が側室や妾を娶るのは常識でも離婚は異常な事であり、貞子の気の強さや大寧寺の変の遠因を成した事例として注目される。

## 万里小路貞子が登場する作品
- 『毛利元就』（1997年、NHK大河ドラマ、演：佐藤恵利）